# Hýsly
Hýsly (en allemand : Hiesel) est une commune du district de Hodonín, dans la région de Moravie-du-Sud, en République tchèque. Sa population s'élevait à 410 habitants en 2020.

## Géographie
Hýsly se trouve à 5 km à l'est-nord-est du centre de Kyjov, à 20 km au nord de Hodonín, à 46 km au sud-est de Brno et à 231 km au sud-est de Prague.

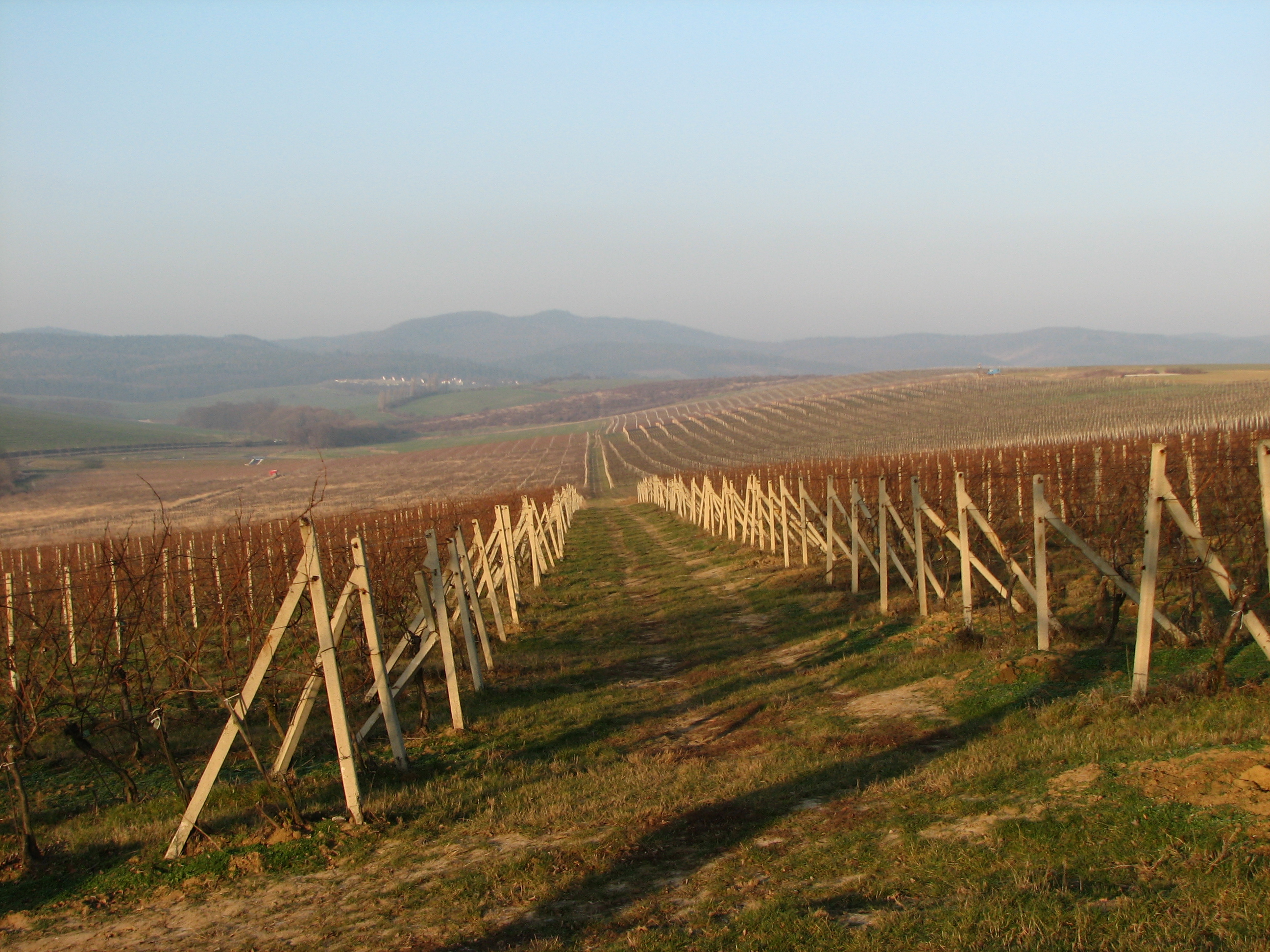
Vignobles de Hýsly.
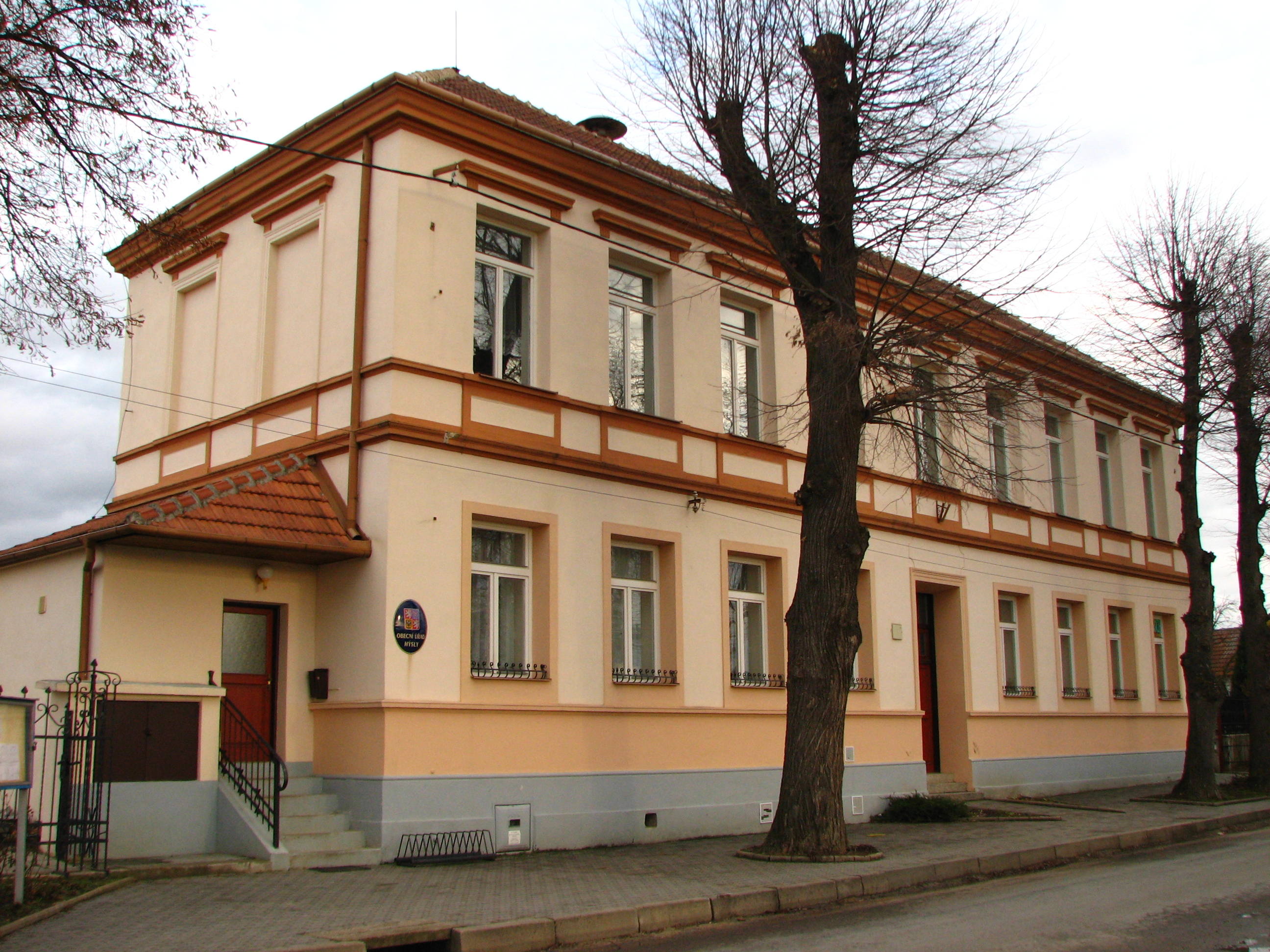
Hýsly : la mairie.

La commune est limitée par Moravany au nord-ouest et au nord, par Vřesovice, Labuty, Skalka et Ježov à l'est, par Žádovice et Kelčany au sud, et par Kostelec à l'ouest.

## Histoire
La première mention écrite de la localité date de 1131.

## Patrimoine

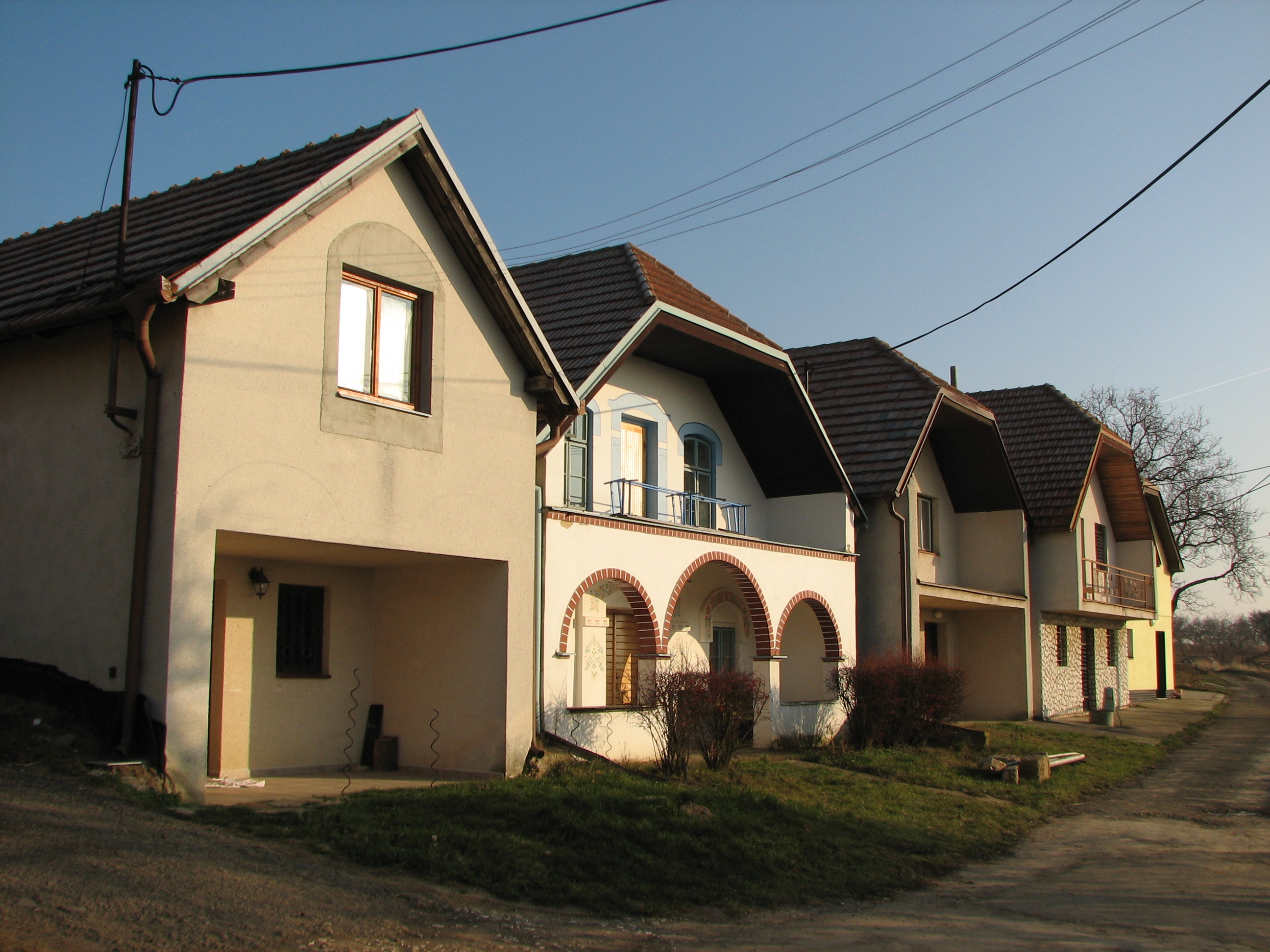
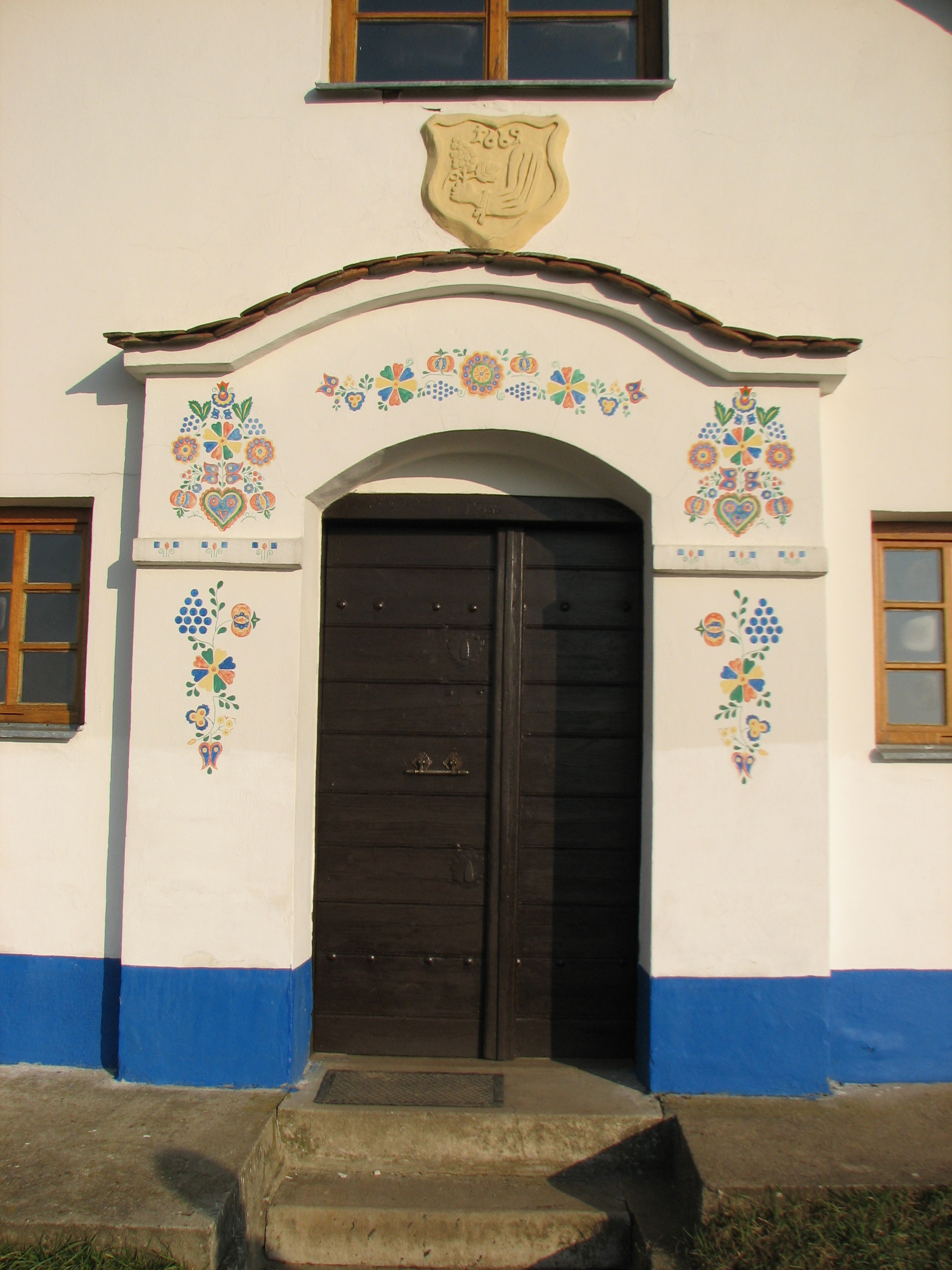
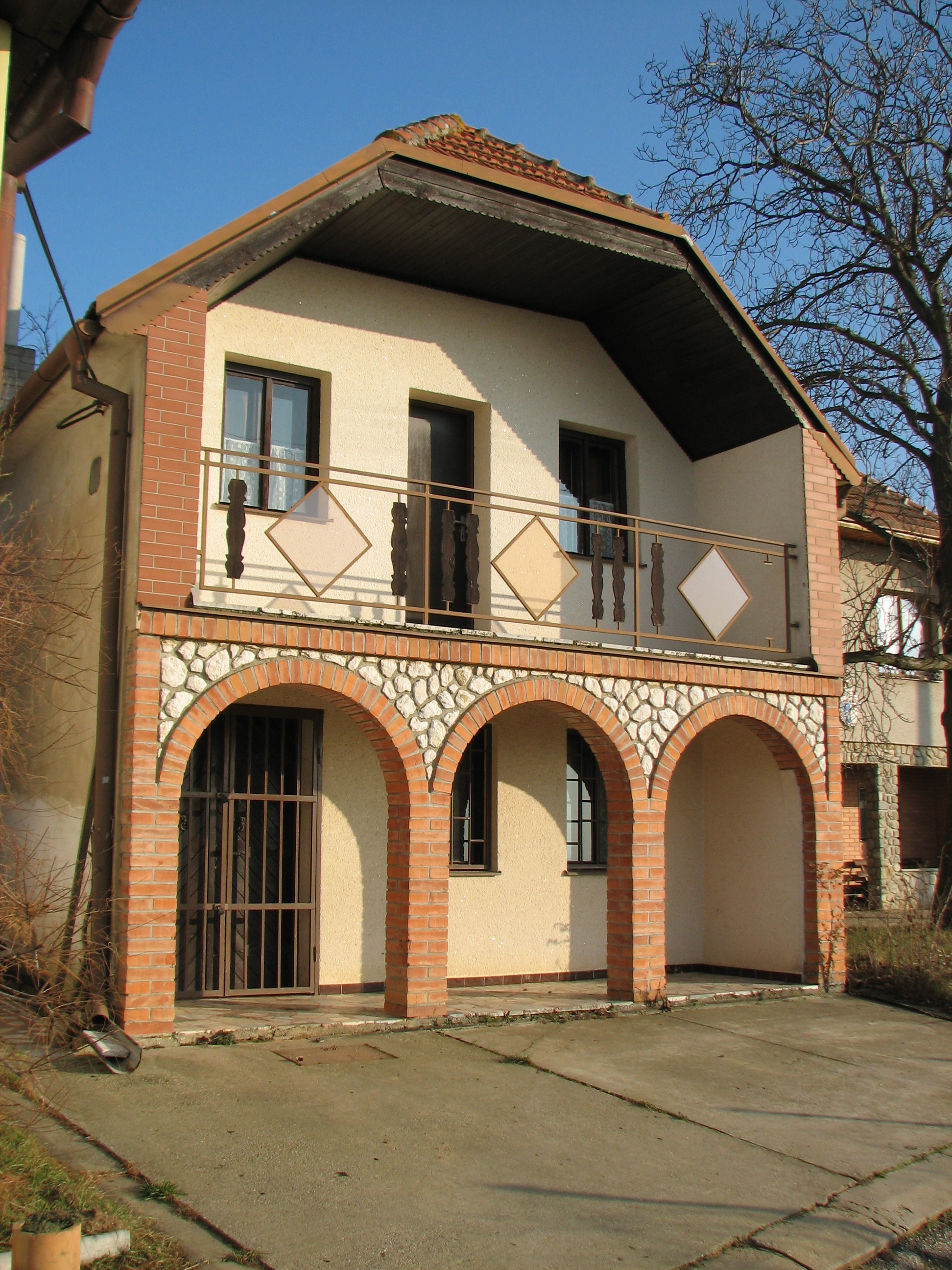

Les caves à vin de Hýsly :